# Ben Street
Ben Street, född 13 februari 1987, är en kanadensisk professionell ishockeyspelare som är kontrakterad till NHL-organisationen Anaheim Ducks och spelar för deras primära samarbetspartner San Diego Gulls i AHL.
Han har tidigare spelat på NHL-nivå för Detroit Red Wings, Colorado Avalanche och Calgary Flames och på lägre nivåer för Grand Rapids Griffins, San Antonio Rampage, Lake Erie Monsters, Abbotsford Heat och Wilkes-Barre/Scranton Penguins i AHL samt Wheeling Nailers i ECHL och Univ. of Wisconsin i NCAA.
Street blev aldrig draftad av något lag.